# Stenocranus major
Stenocranus major är en insektsart som först beskrevs av Carl Ludwig Kirschbaum 1868.  Stenocranus major ingår i släktet Stenocranus och familjen sporrstritar. Arten är reproducerande i Sverige. Inga underarter finns listade i Catalogue of Life.

## Bildgalleri

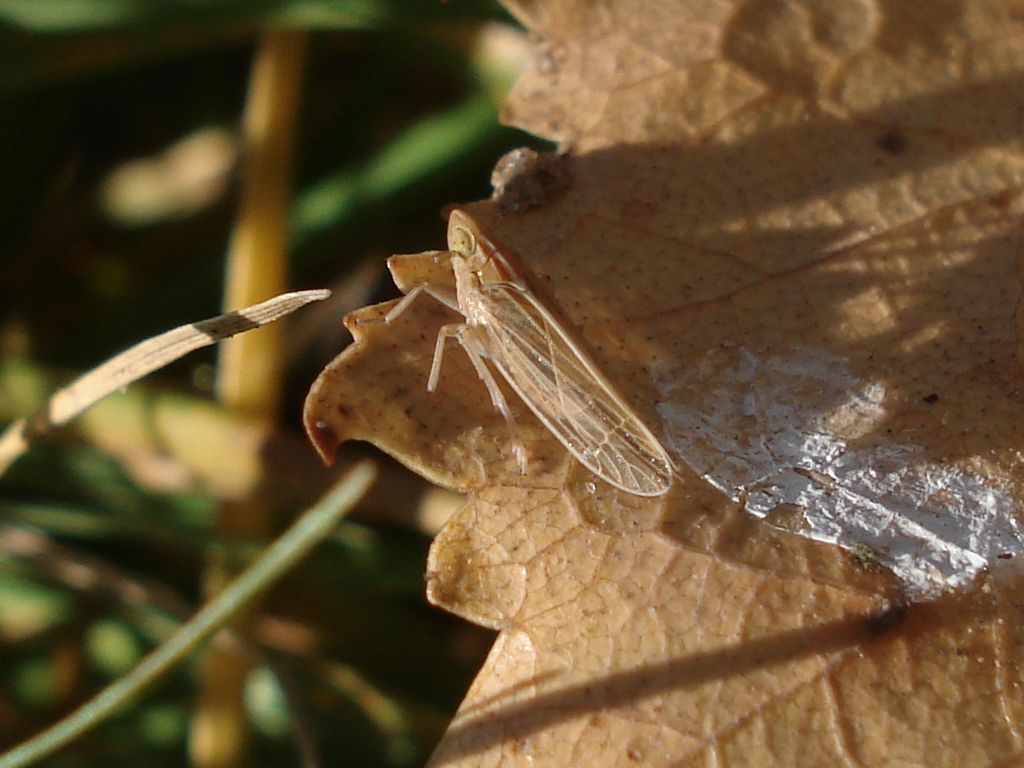